# Liste der Landschaftsschutzgebiete im Landkreis Peine
Die Liste der Landschaftsschutzgebiete im Landkreis Peine enthält die Landschaftsschutzgebiete des  Landkreises Peine in Niedersachsen.
| Bild                                                                                            | Nummer       | Bezeichnung des Gebietes                                                                                   | Fläche in Hektar | WDPA-ID | Koordinaten | Datum der Verordnung |
| ----------------------------------------------------------------------------------------------- | ------------ | --- | ---------------- | ------- | ----------- | -------------------- |
|                                                                                                 | LSG PE 00001 | Fissenberg                                                                                                 | 6,00             | 320818  | Position    | 1970                 |
|                                                                                                 | LSG PE 00002 | Bolzberg                                                                                                   | 15,00            | 320025  | Position    | 1970                 |
|                                                                                                 | LSG PE 00003 | Dungelbecker Bruch                                                                                         | 26,60            | 320472  | Position    | 1970                 |
|                                                                                                 | LSG PE 00004 | Lehmkuhle                                                                                                  | 1,20             | 322553  | Position    | 1970                 |
|                                                                                                 | LSG PE 00005 | Luhberg | 21,10            | 322858  | Position    | 1970                 |
|                                                                                                 | LSG PE 00006 | Gehölz des Landwirts Heinecke, Köchingen                                                                   | 1,00             | 321026  | Position    | 1946                 |
|                                                                                                 | LSG PE 00007 | Okeraue und angrenzende Landschaftsteile                                                                   | 42,00            | 323489  | Position    | 1971                 |
|                                                                                                 | LSG PE 00008 | Hainwald                                                                                                   | 185,00           | 321321  | Position    | 1970                 |
|                                                                                                 | LSG PE 00009 | Kippe Equord                                                                                               | 23,70            | 322125  | Position    | 1970                 |
|                                                                                                 | LSG PE 00010 | Meerdorfer Holz                                                                                            | 433,00           | 322934  | Position    | 1967                 |
| Buschwindröschen-Blüte im Buchenwald                                                            | LSG PE 00011 | Zweidorfer Holz / Woltorfer Holz                                                                           | 730,00           | 326008  | Position    | 1967                 |
| im Landschaftsschutzgebiet PE 12                                                                | LSG PE 00012 | Halbser Teich, Bauernholz und Breitenstrauch                                                               | 45,00            | 321324  | Position    | 1970                 |
|                                                                                                 | LSG PE 00013 | Erseaue | 718,10           | 320690  | Position    | 1987                 |
| Vorfluter im Landschaftsschutzgebiet -Südöstliche Erweiterung Zweidorfer Holz / Woltorfer Holz- | LSG PE 00014 | Südöstliche Erweiterung des Landschaftsschutzgebietes Zweidorfer Holz / Woltorfer Holz                     | 56,30            | 324925  | Position    | 1987                 |
|                                                                                                 | LSG PE 00015 | Langer Busch                                                                                               | 231,30           | 322515  | Position    | 1978                 |
|                                                                                                 | LSG PE 00016 | Oberger Gutsforst                                                                                          | 84,40            | 323402  | Position    | 1978                 |
|                                                                                                 | LSG PE 00017 | Münstedter Holz                                                                                            | 162,50           | 323097  | Position    | 1978                 |
|                                                                                                 | LSG PE 00018 | Klein Lafferder Holz                                                                                       | 89,00            | 322166  | Position    | 1978                 |
|                                                                                                 | LSG PE 00019 | Lafferder Busch                                                                                            | 43,80            | 322390  | Position    | 1978                 |
|                                                                                                 | LSG PE 00020 | Fuhseniederung südlich der Ortschaft Ölsburg                                                               | 87,50            | 320926  | Position    | 1978                 |
| LSG Lah                                                                                         | LSG PE 00021 | Lah | 30,00            | 322391  | Position    | 1978                 |
|                                                                                                 | LSG PE 00022 | Groß Ilseder Holz                                                                                          | 25,60            | 321179  | Position    | 1978                 |
|                                                                                                 | LSG PE 00023 | Fuhseniederung                                                                                             | 1196,00          | 320925  | Position    | 1978                 |
|                                                                                                 | LSG PE 00024 | Horst / Kreiswiesen Glindbruch                                                                             | 343,80           | 321769  | Position    | 1978                 |
|                                                                                                 | LSG PE 00025 | Hainwald (westliche und nordöstliche Erweiterung)                                                          | 150,00           | 321322  | Position    | 1978                 |
|                                                                                                 | LSG PE 00026 | Blumenhagener Moor, Schwarzwasserniederung, Wendesser Moor, Staatsforst Peine, Harrenkamp, Flotheniederung | 1365,10          | 319980  | Position    | 1978                 |
|                                                                                                 | LSG PE 00027 | Bärenkamp                                                                                                  | 123,30           | 319782  | Position    | 1978                 |
|                                                                                                 | LSG PE 00028 | Landschaftsteile westlich Wehnserhorst                                                                     | 39,40            | 322478  | Position    | 1978                 |
|                                                                                                 | LSG PE 00029 | Duttenstedt Gainbusch und angrenzende Landschaftsteile                                                     | 35,00            | 320481  | Position    | 1978                 |
|                                                                                                 | LSG PE 00030 | Twieholz-Wellengraben                                                                                      | 56,30            | 325250  | Position    | 1978                 |
|                                                                                                 | LSG PE 00031 | Zweidorfer Holz / Woltorfer Holz (Nordwestliche Erweiterung)                                               | 101,10           | 326009  | Position    | 1978                 |
|                                                                                                 | LSG PE 00032 | Gräwig | 145,00           | 321151  | Position    | 1978                 |
|                                                                                                 | LSG PE 00033 | Sonnenberger Holz und Wierther Holz                                                                        | 80,00            | 324695  | Position    | 1969                 |
|                                                                                                 | LSG PE 00034 | Denstorfer Holz                                                                                            | 80,00            | 320315  | Position    | 1969                 |
|                                                                                                 | LSG PE 00035 | Südbruch                                                                                                   | 18,00            | 324901  | Position    | 1969                 |
| Vorfluter im Voigtsbruch                                                                        | LSG PE 00036 | Staatsforst Sophiental und angrenzende Forste                                                              | 720,00           | 324753  | Position    | 1969                 |
|                                                                                                 | LSG PE 00037 | Bettmar Holz und Uhlen                                                                                     | 138,00           | 319911  | Position    | 1968                 |
|                                                                                                 | LSG PE 00038 | Bodenstedter Holz                                                                                          | 31,00            | 320005  | Position    | 1969                 |
|                                                                                                 | LSG PE 00039 | In der Wedewinne                                                                                           | 17,00            | 321923  | Position    | 1969                 |
|                                                                                                 | LSG PE 00040 | Erse-Aue                                                                                                   | 160,00           | 320691  | Position    | 1967                 |
| TimmerlaherBusch20200503 03                                                                     | LSG PE 00041 | Timmerlaher Busch, Gleidinger Holz und angrenzende Landschaftsteile                                        | 70,00            | 325179  | Position    | 1974                 |
| Aue-Dummbruchgraben und Pferdekoppel 20240608                                                   | LSG PE 00042 | Aue-Dummbruchgraben und Pferdekoppel - Wüstung Glinde                                                      | 1000,00          | 319691  | Position    | 1984                 |
|                                                                                                 | LSG PE 00043 | Aue-Niederung bei Wendeburg und östlich angrenzende Landschaftsteile                                       | 145,00           | 319693  | Position    | 1998                 |
|                                                                                                 | LSG PE 00045 | Lengede-Broistedt                                                                                          | 175,00           | 322569  | Position    | 1998                 |